# 谢光甫
谢永耀。名永耀，字光甫，以字行，故又称谢光甫。余姚（今浙江省宁波市余姚）泗门后街人，民国时期金融资本家、藏书家。

## 简介
出生世家，为余姚泗门谢氏后人，金融家谢纶辉之子，有兄弟谢永森（植甫）和谢永标（韬甫）。长期寓居上海，涉足钱庄业，为聚康、同余两钱的老板。
谢光甫是上海钱业公会董事，曾担任中国通商银行的董事，后出任中国通商银行总经理。并曾担任上海总商会的会董。

## 藏书
谢光甫是海上大藏书家，平生嗜好搜藏历代古籍善本。藏书楼“谢氏永耀楼”，藏书印“余姚谢氏永耀楼”。

## 所藏古籍善本
代表有：
- 明朝嘉靖年间刻本《吾学编》，
- 明朝末年文学家冯梦龙批校嘉靖版《汉书》，
- 明朝万历年间刻本《盛明百家诗》等等。

## 评价
- 叶景葵（光绪年间进士及第，浙江兴业银行董事长）《卷盒札记》中记载谢光甫藏书 “搜罗三十佘年，所收以清人集部及参考书为多，亦有宋本精抄本多种”。
- 郑振铎《西谛书话》中记载谢光甫藏书 “谢光甫氏搜求最力，所得独多。余迫处穷乡，栖身之地，日缩日小；置书之室，由四而三而二；梯旁榻前，皆积书堆。而检点残藏，亦有不翼而飞者，竟不知何时失去。 ...”